# Tô Bỉnh Kỳ
Tô Bỉnh Kỳ (tiếng Trung: 苏秉琦, Wade-Giles: Su Ping-ch'i, 1909 - 30 tháng 6 năm 1997) là một nhà khảo cổ học Trung Quốc và là đồng sáng lập của chương trình khảo cổ của trường Đại học Bắc Kinh. Ông là nhà lý luận khảo cổ học lớn của Trung Quốc trong 50 năm, và được coi trong những năm sau đó của ông như là thẩm quyền tối cao trong khảo cổ học Trung Quốc. Ông nổi tiếng với "mô hình khu vực và loại hình văn hoá" về sự phát triển văn hoá thời đồ đá mới ở Trung Quốc, từ chối quan điểm truyền thống rằng văn hoá Trung Quốc có nguồn gốc từ Trung Nguyên và đã được áp dụng rộng rãi. Nó được phát triển bởi Trương Quang Trị như là mô hình tương tác khu vực Trung Quốc.

## Tiểu sử
Tô Bỉnh Kỳ sinh năm 1909 tại huyện Cao Dương, tỉnh Hà Bắc. Từ năm 1928 đến năm 1934 ông theo học lịch sử tại Đại học Bắc Kinh. Sau khi tốt nghiệp, ông gia nhập Học viện Nghiên cứu Lịch sử Học viện Bắc Kinh (tiền thân của Viện Khoa học Trung Quốc) và nhóm nghiên cứu khai quật tại khu khảo cổ Đẩu Kê Di ở Bảo Kê, tỉnh Thiểm Tây, ông đã trải qua ba năm tại đây, từ năm 1934 đến năm 1937, dưới sự hướng dẫn của nhà khảo cổ Từ Húc Sinh, người đã có một ảnh hưởng đáng kể đến ông. Ông hoàn thành báo cáo khai quật năm 1945, nhưng đến năm 1948 nó mới được xuất bản.
Vào năm 1940, Su đã viết một cuốn sách phân tích các loại lịch (鬲) ba chân bằng gốm (giống cái đỉnh) được khai quật ở Đẩu Kê Di, nhưng đã mất bản thảo trong sự hỗn loạn của Chiến tranh Trung-Nhật. Một số nội dung đã được xuất bản trong báo cáo khai quật của ông, nhưng phải mất 40 năm trước khi một phiên bản rút gọn của nghiên cứu cuối cùng đã được xuất bản. Cuốn sách được đánh giá cao là "có lẽ là dự án đầy tham vọng và có hệ thống về loại hình gốm" trong khảo cổ học Trung Quốc. Ông đã sử dụng lịch để xác định các mối quan hệ của các địa điểm khảo cổ và phương pháp của ông đã được các thế hệ học giả Trung Quốc chấp nhận.
Sau khi thành lập nước Cộng hòa Nhân dân Trung Hoa năm 1949, ông trở thành một thành viên của Viện Khảo cổ học, Học viện Khoa học Xã hội Trung Quốc (thuộc Viện Khoa học Trung Quốc cho đến năm 1977). Năm 1952, ông là đồng sáng lập chương trình khảo cổ học đầu tiên của Trung Quốc tại Đại học Bắc Kinh, sau đó là Bộ môn Lịch sử, nơi ông đã đào tạo nhiều nhà khảo cổ hàng đầu của Trung Quốc. Sau cái chết của Hạ Nãi, ông được bầu làm ông chủ tịch Hội Khảo cổ Trung Quốc năm 1986.
Ông qua đời vào ngày 30 tháng 6 năm 1997. Vào năm 2005, cuốn tiểu sử của ông được viết bởi con trai Tô Khải Chi (苏 恺 之), được xuất bản bởi nhà sách Tam Liên.

## Dấu ấn về "Mô hình đa vùng"
Sau khi gián đoạn nghiên cứu khoa học do Cách mạng Văn hoá, năm 1979, ông đề xuất các mô hình "văn hóa khu vực và các kiểu văn hoá" của sự phát triển văn hoá thời đồ đá mới ở Trung Quốc (xuất bản năm 1981 trên tạp chí Văn Vũ). Loại bỏ quan điểm truyền thống rằng Trung Nguyên (thung lũng sông Hoàng Hà) là cái nôi của nền văn minh Trung Quốc và phát tán ra các khu vực lạc hậu ở phần còn lại của Trung Quốc, ông cho rằng dữ liệu khảo cổ đã chứng minh rằng các nền văn hoá cổ xưa đã được phát triển đồng thời ở nhiều vùng và ảnh hưởng lẫn nhau, bao gồm Trung Nguyên.
Nhiều học giả, đặc biệt là sinh viên của ông, xem xét mô hình đa khu vực đóng góp lý thuyết quan trọng nhất. Theo quan điểm của Lý Phong của Đại học Columbia, mặc dù lý thuyết "không nhiều hơn tổng hợp những gì đã được tiết lộ bởi công trình khảo cổ học rộng lớn" của quá khứ gần đây, nó là một công cụ mạnh mẽ để phân tích sự phát triển thời tiền sử ở thời Trung Quốc thời kỳ đồ đá  mới. Theo nhà khảo cổ học Trương Quang Trị của Đại học Harvard, lý thuyết của ông đã hợp pháp hóa quan điểm về Trung Quốc cổ đại từng bị coi là dị giáo. Dựa trên mô hình của ông, Trương Quang Trị đã phát triển mô hình "Tương tác khu vực Trung Quốc" vào năm 1986. Các học thuyết của họ đã được chấp nhận rộng rãi trong giới học thuật.